# Escherange
Escherange (fràncic lorenès Eescheréngen) és un municipi francès situat al departament del Mosel·la i a la regió del Gran Est. L'any 2007 tenia 562 habitants.

## Demografia

### Població
El 2007 la població de fet d'Escherange era de 562 persones. Hi havia 216 famílies, de les quals 59 eren unipersonals (22 homes vivint sols i 37 dones vivint soles), 60 parelles sense fills, 86 parelles amb fills i 11 famílies monoparentals amb fills.
La població ha evolucionat segons el següent gràfic:
Habitants censats

### Habitatges
El 2007 hi havia 238 habitatges, 228 eren l'habitatge principal de la família, 2 eren segones residències i 7 estaven desocupats. 193 eren cases i 44 eren apartaments. Dels 228 habitatges principals, 186 estaven ocupats pels seus propietaris, 38 estaven llogats i ocupats pels llogaters i 4 estaven cedits a títol gratuït; 4 tenien una cambra, 8 en tenien dues, 30 en tenien tres, 32 en tenien quatre i 154 en tenien cinc o més. 210 habitatges disposaven pel capbaix d'una plaça de pàrquing. A 73 habitatges hi havia un automòbil i a 129 n'hi havia dos o més.

### Piràmide de població
La piràmide de població per edats i sexe el 2009 era:
| Homes | Edats   | Dones |
| ----- | ------- | ----- |
| 0     | 95 o +  | 0     |
| 4     | 90 a 94 | 0     |
| 0     | 85 a 89 | 0     |
| 4     | 80 a 84 | 0     |
| 8     | 75 a 79 | 8     |
| 0     | 70 a 74 | 20    |
| 4     | 65 a 69 | 0     |
| 24    | 60 a 64 | 12    |
| 12    | 55 a 59 | 16    |
| 8     | 50 a 54 | 8     |
| 24    | 45 a 49 | 16    |
| 12    | 40 a 44 | 24    |
| 20    | 35 a 39 | 20    |
| 28    | 30 a 34 | 16    |
| 12    | 25 a 29 | 16    |
| 20    | 20 a 24 | 16    |
| 4     | 15 a 19 | 20    |
| 16    | 10 a 14 | 16    |
| 16    | 5 a 9   | 4     |
| 12    | 0 a 4   | 12    |

## Economia
El 2007 la població en edat de treballar era de 382 persones, 301 eren actives i 81 eren inactives. De les 301 persones actives 281 estaven ocupades (155 homes i 126 dones) i 18 estaven aturades (10 homes i 8 dones). De les 81 persones inactives 18 estaven jubilades, 27 estaven estudiant i 36 estaven classificades com a «altres inactius».

### Ingressos
El 2009 a Escherange hi havia 213 unitats fiscals que integraven 520,5 persones, la mediana anual d'ingressos fiscals per persona era de 23.057 €.

### Activitats econòmiques
Dels 12 establiments que hi havia el 2007, 1 era d'una empresa extractiva, 2 d'empreses de construcció, 5 d'empreses de comerç i reparació d'automòbils, 2 d'empreses d'hostatgeria i restauració i 2 d'empreses de serveis.
Dels 4 establiments de servei als particulars que hi havia el 2009, 1 era un guixaire pintor, 1 empresa de construcció i 2 restaurants.
L'any 2000 a Escherange hi havia 11 explotacions agrícoles que ocupaven un total de 280 hectàrees.

## Equipaments sanitaris i escolars
El 2009 hi havia una escola elemental.

## Poblacions més properes
El següent diagrama mostra les poblacions més properes.